# Tour de la république démocratique du Congo
Le Tour cycliste international de la république démocratique du Congo est une compétition cycliste créée en 2013 par la Fédération congolaise de cyclisme.

## Histoire
La première édition du Tour de la république démocratique du Congo a lieu en 2013, sur un parcours de 8000km pour 8 étapes. Elle est remportée par le Français Médéric Clain, ancien cycliste professionnel de la formation Cofidis.
Pour l'édition 2014, la compétition se déroule sur 7 étapes, bien qu'elle devait initialement en compter 9, pour un tracé de 1200km. Elle voit la victoire du coureur burkinabé Hamidou Yaméogo.

## Palmarès
| Année | Vainqueur                 | Deuxième          | Troisième        |
| ----- | ------------------------- | ----------------- | ---------------- |
| 2013  | Médéric Clain             | Emile Bintunimana | Gerald Konda     |
| 2014  | Hamidou Yaméogo           | Noël Richet       | Janvier Hadi     |
| 2015  | Igor Silva                | Dário António     | Alexis Tourtelot |
| 2016  | Niels van der Pijl        | David van Eerd    | Rutger Roelandts |
| 2017  | Brendan Cole              | Noël Richet       | Rick Nobel       |
| 2018  | Jacob Buijk               | Janvier Hadi      | Mathias Sorgho   |
| 2019  | Jean Claude Nzafashwanayo | Jean Ruberwa      | ?                |